# 4504 Jenkinson
4504 Jenkinson eller 1989 YO är en asteroid i huvudbältet som upptäcktes den 21 december 1989 av den australiensiske astronomen Robert H. McNaught vid Siding Spring-observatoriet. Den är uppkallad efter Nora Jenkinson.
Asteroiden har en diameter på ungefär 7 kilometer och den tillhör asteroidgruppen Maria.